# Lois Smith
Lois Arlene Smith (nhũ danh: Humbert; sinh ngày 3 tháng 11 năm 1930) là một nữ diễn viên người Mỹ. Bà từng tham gia trong một số phim truyền hình như True Blood và Desperate Housewives. 